# Balconevisi
Balconevisi è una frazione del comune italiano di San Miniato, nella provincia di Pisa, in Toscana.
Il borgo, che si presenta come centro agricolo, è molto importante per il tartufo bianco tipico di queste colline, ed è situato in un colle a cavallo fra le valli dei torrenti Egola e Chiecina.
Il paese sorge su un colle a circa 130 metri di altezza in posizione panoramica e domina tutta la Valdegola, circondato da boschi e panorami davvero superbi e si trova a circa 6 chilometri da San Miniato.
La caratteristica ed unica via percorre il paese nel mezzo alle sue caratteristiche case, in fondo al borgo si trova la parte storica con la Villa dello Strozzi ed altre pregevoli case, oltre alla chiesa nuova di fine Ottocento.
Ogni anno la seconda domenica di ottobre si tiene il Palio del Papero, una corsa con i paperi sul campo sportivo, che corrono per le contrade di Borgo, Buecchio, Fornacino e Fondo di scesa.
La terza domenica di ottobre si tiene invece dal 1980 la Sagra del tartufo bianco e del fungo, che richiama migliaia di visitatori.
Poche centinaia di persone riescono a tenere ancora vivo il paese organizzando varie iniziative tramite l'Unione Sportiva Balconevisi.
È il paese dei tartufai, infatti da oltre 40 anni si tiene la sagra del tartufo e famosi sono 3 tartufai, che hanno fatto la storia:
Stagnazza, Stanislao Costa, il primo tartufaio, proveniente dalla Romagna a fine Ottocento, che ha insegnato in zona l'arte della ricerca del tartufo e che ha sposato una balconevisana all'inizio del Novecento, Amelia Peragnoli,
Eugenio Gazzarrini, che è stato il primo commerciante di tartufi di San Miniato, i cui eredi ancora commerciano questo prodotto in tutta Italia. Anche le altre famiglie di importanti commercianti odierni di tartufo hanno qui le loro origini: Gemignani e Savini.
Arturo Gallerini, detto il Bego, è entrato nel guinness dei primati, per avere trovato vicino a Balconevisi il tartufo bianco più grande mai trovato nel mondo di kg 2,540, regalato da un commerciante albese al presidente degli Stati Uniti nel 1954.

## Monumenti e luoghi d'interesse
Interessante è la chiesa di San Pietro (ormai ridotta in ruderi) con il suo campanile, costruita negli anni venti del Cinquecento. Di una più antica chiesa dei Santi Jacopo e Pietro, ricordata già dal 1260 fra le chiese della Diocesi di Lucca, si trovano alcuni resti su un colle chiamato Montelabro a circa 500 m. 
A Balconevisi si trovano inoltre la nuova chiesa e una villa degli Strozzi costruita verso il 1560.

## Galleria d'immagini

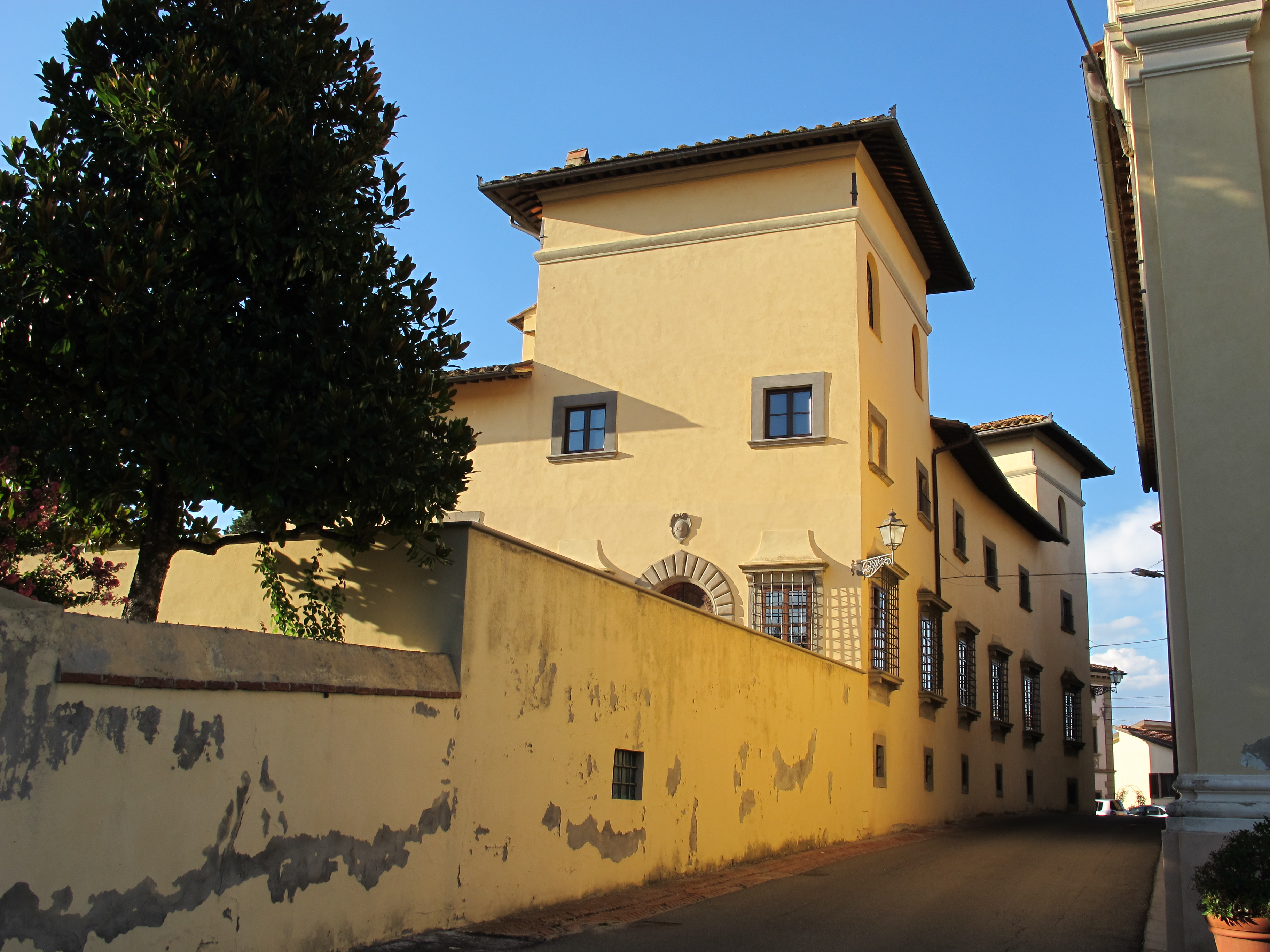
La villa Strozzi
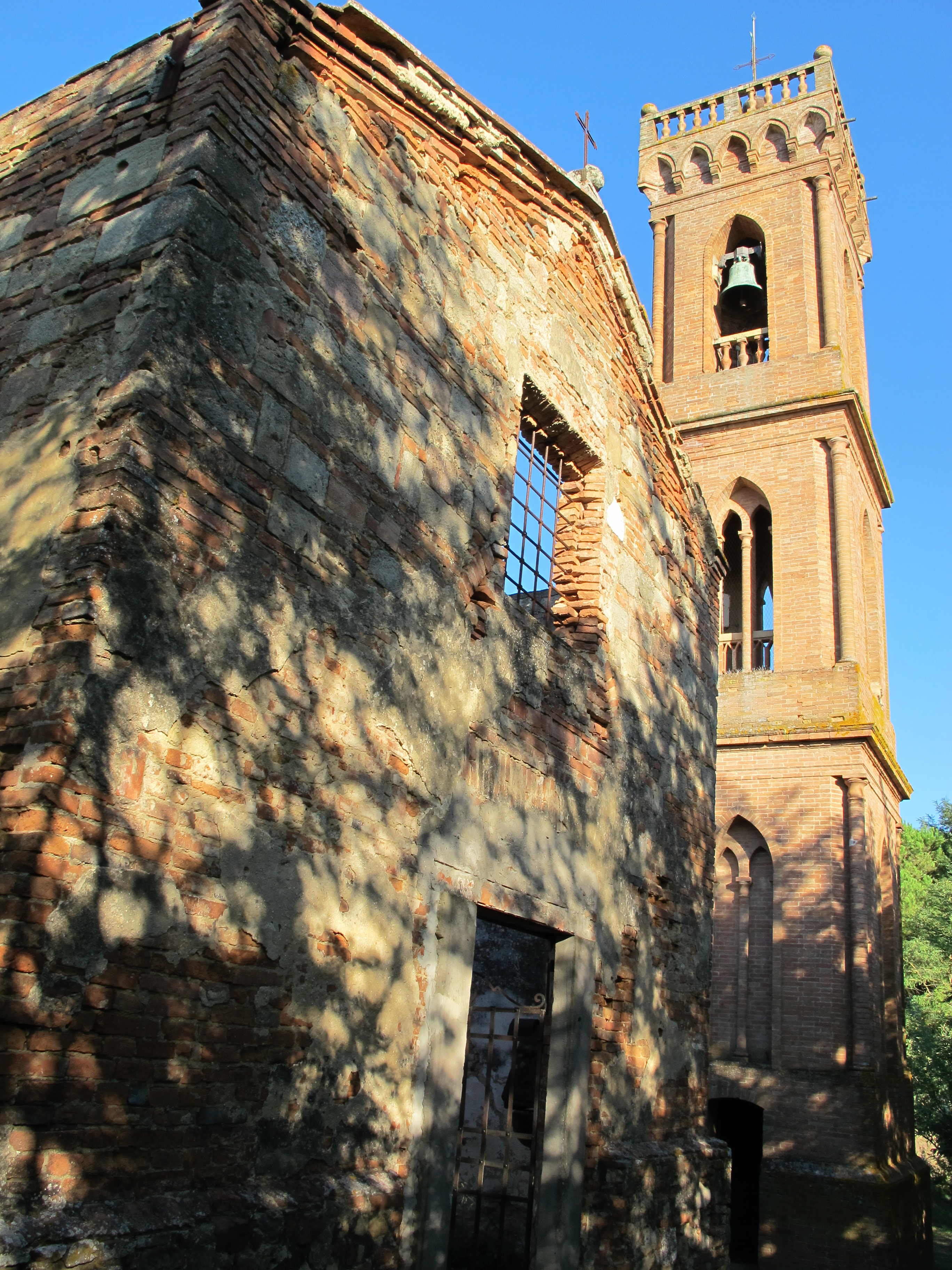
I ruderi della chiesa di San Pietro
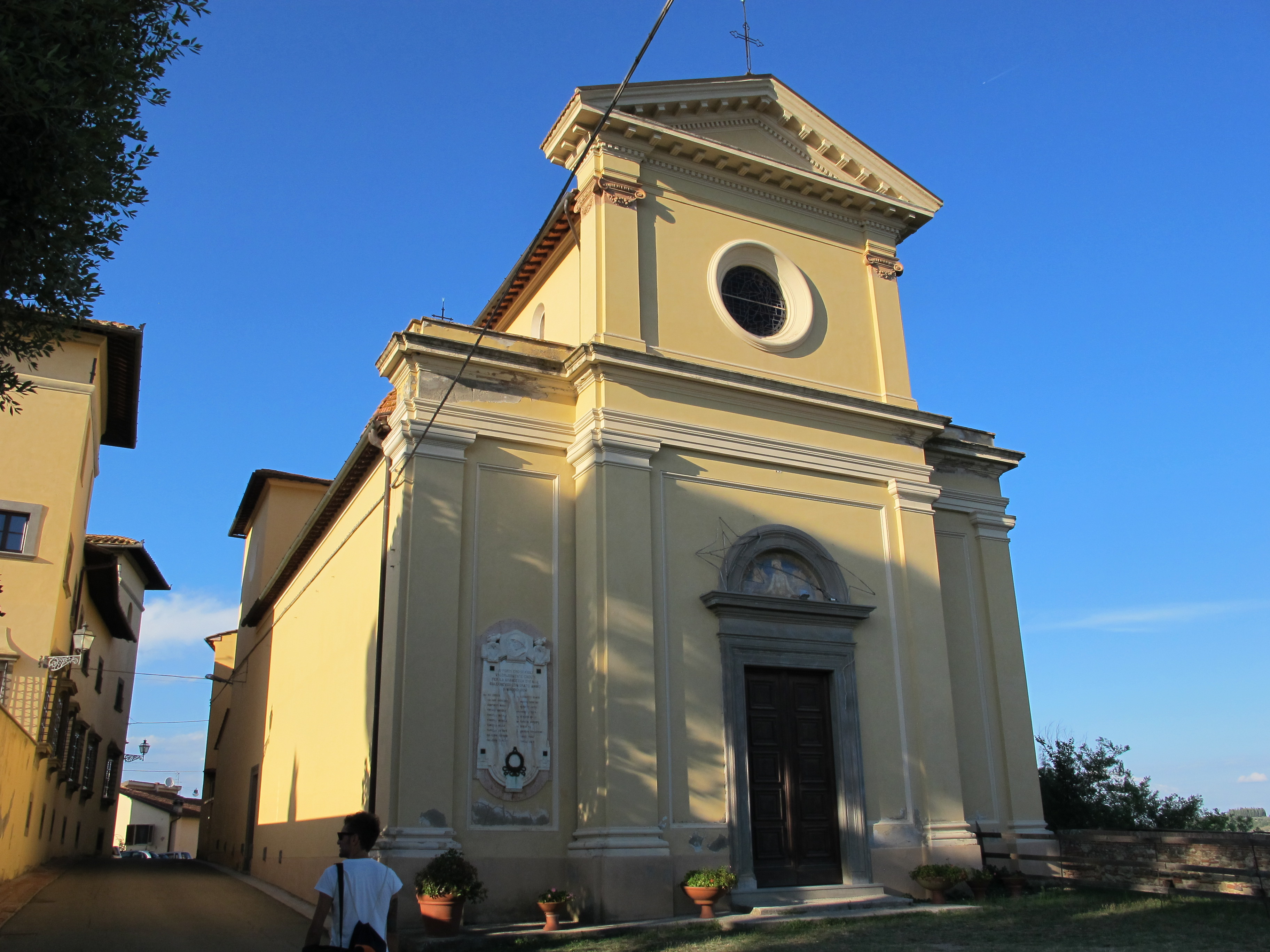
Chiesa di Balconevisi